# Peter Zumthor

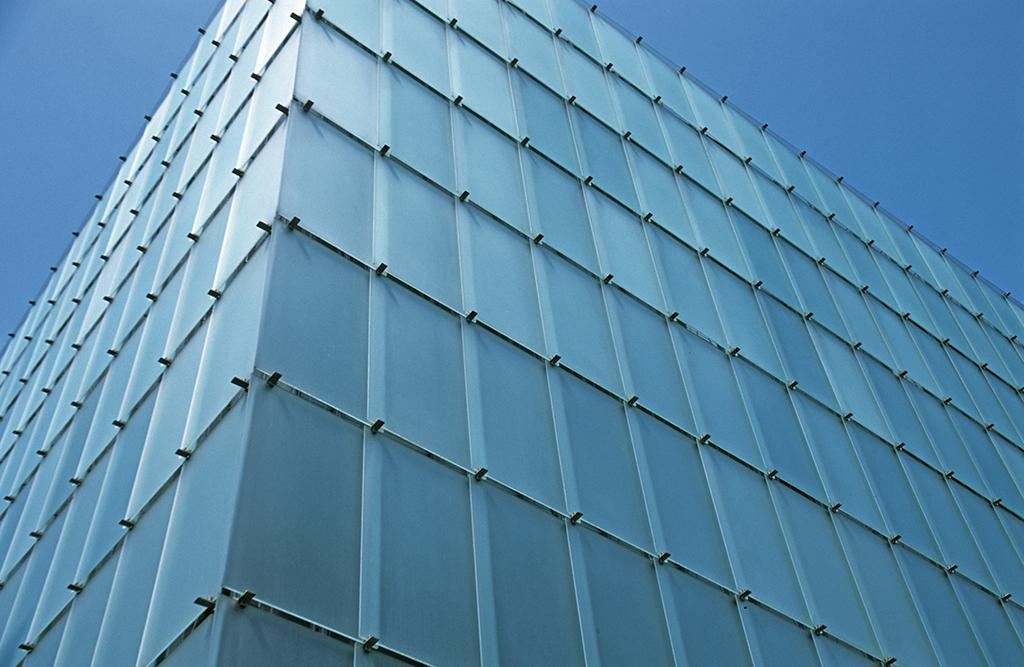
Fachada del Museo de Arte de Bregenz.

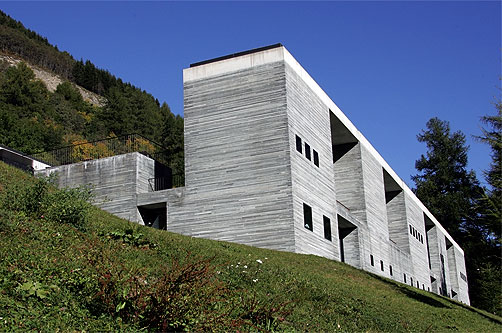
Termas de Vals.

Peter Zumthor (Basilea, 26 de abril de 1943) es un arquitecto suizo. Recibió el Premio Pritzker en 2009. Dentro de sus obras principales se encuentran las Termas de Vals y el Museo de Arte de Bregenz.

## Trayectoria
Se formó como ebanista antes de pasar a la arquitectura, estudió en Kunstgewerbeschule de Basilea y en el Pratt Institute de Nueva York. Es ebanista, diseñador y arquitecto. En 1979 se instaló en la región suiza de los Grisones.
Zumthor se caracteriza por tomarse su tiempo al diseñar y por elegir sus proyectos con un fin artístico por sobre lo económico; acepta un proyecto solo por afinidad.
En sus obras se aprecia una atemporalidad, un riguroso trabajo artesanal, destacándose la madera de la cual posee un amplio conocimiento por ser ebanista, una fuerte definición espacial y un amplio manejo de la combinación de la luz y oscuridad. Esta forma de proyectar se debe a la arquitectura fenomenologica que proviene de una componente filosófica basada en las percepciones, las emociones, la conciencia y las experiencias siendo una de sus principales funciones crear espacios y entornos que estimulen los sentidos.
Peter Zumthor fue ganador del concurso de recuperación del Museo diocesano de Kolumba, en Colonia; su edificio envuelve por completo las ruinas de la iglesia y hasta se fusiona con ellas; además, utiliza el nivel superior y un ala lateral para albergar las áreas expositivas, donde se mezclan obras medievales con otras contemporáneas.
Recibió el Premio Pritzker de Arquitectura en el 2009 y la Royal Gold Medal de arquitectura 2013. Trabajó como consultor de construcción en el Departamento de Conservación de Monumentos del cantón suizo de Graubünden y analista de pueblos históricos. En 1979 creó su propio despacho en Haldestein. Es profesor de la Accademia di Architettura dell'Università della Svizzera Italiana en Mendrisio (Suiza) y ha sido profesor invitado en diversas universidades en todo el mundo.
Además el arquitecto se acercó a la arquitectura fenomenologica en la década de 1950 y, a partir de entonces, el interés fue creciendo, más aún con la presencia de arquitectos prominentes como Steven Holl, Peter Zumthor y Juhani Pallasmaa. Sus obras ponen énfasis en recursos que causan fuertes impresiones sensoriales, como luces, sombras, agua y texturas que impactan y emocionan

## Obras representativas

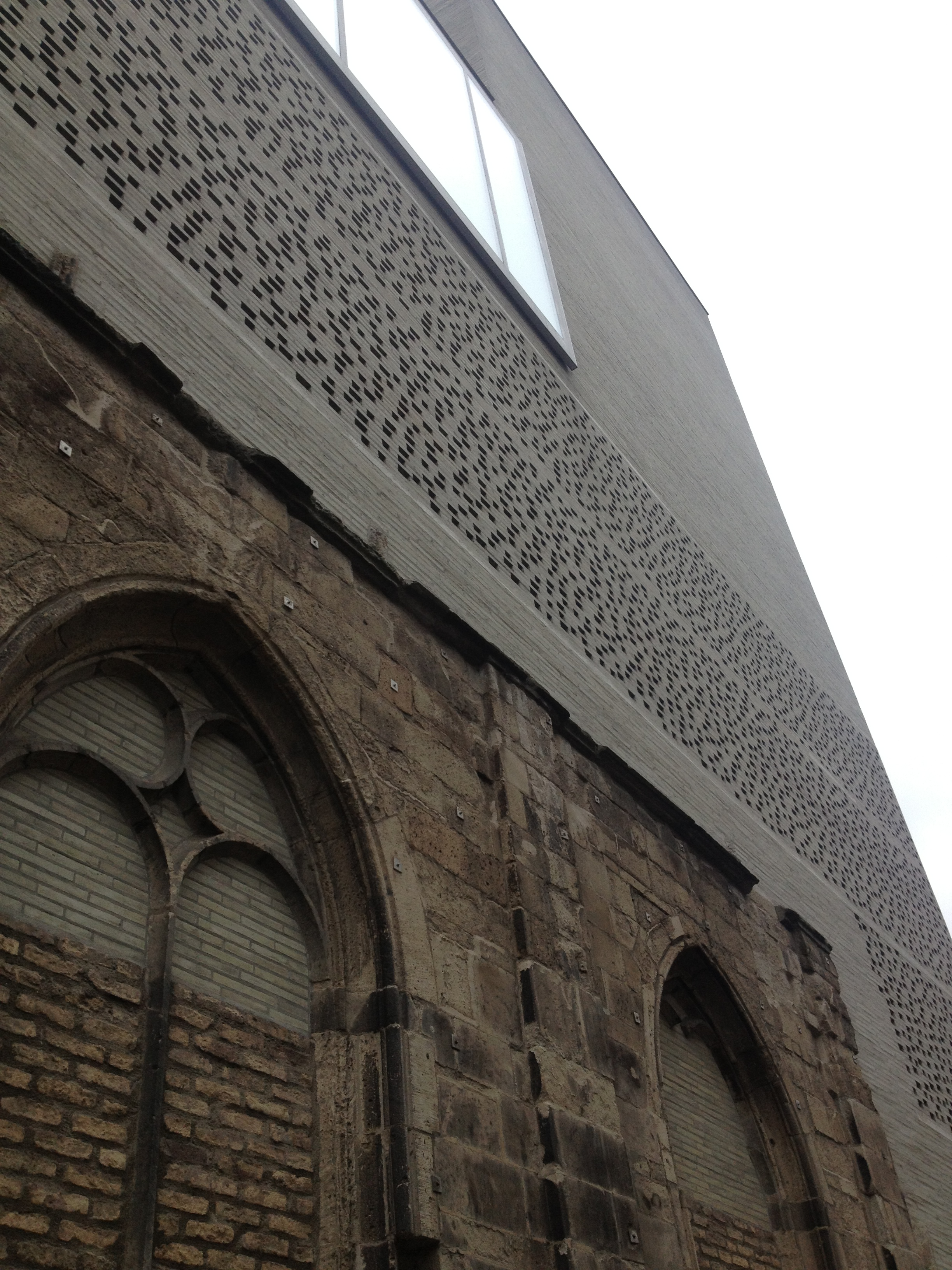
Fachada del Museo Kolumba en Colonia, Alemania

- 1983 Escuela elemental Churwalden, Churwalden, Cantón de los Grisones, Suiza.
- 1983 Casa Räth, Haldenstein, Cantón de los Grisones, Suiza.
- 1986 Edificio para albergar restos arqueológicos romanos, Coira, Cantón de los Grisones, Suiza.
- 1986 Estudio Zumthor, Haldenstein, Cantón de los Grisones, Suiza.
- 1989 Capilla de San Benito, Sumvitg, Cantón de los Grisones, Suiza.
- 1990 Museo de arte de Coira, oira, Cantón de los Grisones, Suiza.
- 1993 Residencia para la tercera edad, Masans, Coira, Cantón de los Grisones, Suiza.
- 1994 Casa Gugalun, Versam, Cantón de los Grisones, Suiza.
- 1996 Spittelhof housing, Biel-Benken, Cantón de Basilea-Campiña, Suiza.
- 1996 Termas de Vals, Vals, Cantón de los Grisones, Suiza.
- 1997 Museo de Arte de Bregenz, Bregenz, Vorarlberg, Austria.
- 1997 Topography of Terror, International Exhibition and Documentation Centre, Berlín, Alemania, construido parcialmente, abandonado, demolido en 2004.
- 1997-2000 Pabellón de Suiza para la Exposición 2000, Hannover, Alemania.
- 1997 Villa en Küsnacht am Zürichsee Küsnacht, Suiza.
- 1997 Lichtforum Zumtobel Staff, Zürich, Suiza.
- 1997-2000 Kolumba, Museo de arte de la Archidiócesis de Colonia, Alemania.
- 1999 Cloud Rock Wilderness Lodge Moab.
- 2007 Bruder Klaus Kapelle
- 2007 Kolumba - Erzbischöfliches Diözesanmuseum, Colonia, Alemania.
- 2011 Steilneset Memorial for the Victims of the Witch Trials, Vardø, Noruega[3]
- 2011 Serpentine Gallery Pavilion, Londres, Inglaterra[4]
- 2012 Werkraum Bregenzerwald Hof 800, 6866 Andelsbuch, Austria

## Premios
- 1996: Premio de arquitectura Erich Schelling
- 1998: Premio de Arquitectura Contemporánea Mies van der Rohe
- 2008: Praemium Imperiale
- 2009: Premio Pritzker[1]
- 2013: Medalla de Oro del RIBA